# Mein Freund Dahmer (Film)
Mein Freund Dahmer ist eine Filmbiografie von Marc Meyers. Sie basiert auf einer gleichnamigen Graphic Novel von John Backderf, bekannt unter dem Künstlernamen Derf, in der dieser von seiner Bekanntschaft mit dem Serienmörder Jeffrey Dahmer berichtet. Der Film wurde am 21. April 2017 im Rahmen des Tribeca Film Festivals erstmals aufgeführt.

## Handlung
Der Film spielt in den 1970ern. Der Highschool-Schüler Jeffrey Dahmer lebt mit seinen Eltern Joyce und Lionel sowie seinem jüngeren Bruder Dave im ländlichen Ohio. Er fühlt sich zu einem Jogger hingezogen, der regelmäßig am Haus seiner Eltern vorbeiläuft, behält seine homosexuellen Gefühle jedoch für sich. An seiner Schule gilt er als Außenseiter, der gemobbt wird. In seiner Freizeit sammelt er überfahrene Tierkadaver vom Straßenrand auf, die er in einem Schuppen hinter dem Haus seiner Eltern aufbewahrt und bis auf die Knochen in Säure auflöst. Lionel Dahmer, der berufsbedingt nur selten anwesend ist, missfällt das Hobby seines Sohnes. Er zerstört die Sammlung und erwartet von Jeff, dass er „normaler“ wird und Freunde findet.
In der Schule beginnt Jeff, mit bizarren Späßen die Aufmerksamkeit seiner Mitschüler auf sich zu ziehen: Er blökt während des Unterrichts, imitiert die Spastiken des Innenarchitekten seiner Mutter, malt Kreideleichen auf den Fußboden, schlägt falschen Hurrikan-Alarm und täuscht epileptische Anfälle vor. Seine Klassenkameraden Derf, Mike und Neil gründen daraufhin den „Dahmer-Fanclub“, dessen Hauptzweck darin besteht, Jeff zu noch mehr Blödsinn anzustiften. Derf fühlt sich von Jeff inspiriert und zeichnet ihn als Comic-Figur in diversen Situationen.
Zuhause entdeckt Jeff, dass seine medikamentenabhängige Mutter wieder Tabletten nimmt. Sie offenbart, dass sie die Medikamente bereits seit der Schwangerschaft mit ihm schlucke und ignoriert sein Flehen, einen Arzt aufzusuchen. Seine Eltern streiten unentwegt und er reagiert seine Frustration ab, indem er auf Bäume einschlägt und beginnt, sich mit hochprozentigem Alkohol zu betrinken. Seine Freunde wenden sich daraufhin immer mehr von ihm ab.
Während einer Klassenfahrt nach Washington, D.C. ruft Jeff im Büro des Vizepräsidenten der Vereinigten Staaten an und erhält daraufhin eine private Führung für sich und seine Freunde, bei der sie Walter Mondale kennenlernen. Als er von der Klassenfahrt heimkehrt, erfährt er, dass sein Vater ausgezogen ist und sich seine Eltern scheiden lassen werden. Nachdem er von Mike erfahren hat, dass es sich bei dem Jogger um den Arzt Dr. Matthews handelt, vereinbart Jeff einen Termin bei ihm. Während der Untersuchung bekommt er eine Erektion. Zuhause masturbiert er und fantasiert, dass er mit Dr. Matthews’ Leiche zusammenliegt. Um seine Fantasie in die Tat umzusetzen, lauert er ihm mit einem Baseballschläger auf, es kommt jedoch nicht zum Angriff.
Der Dahmer-Fanclub beschließt, dass Jeff eine letzte „Vorstellung“ geben soll. Dieser willigt ein und spielt zur Belustigung seiner Mitschüler in einer Shopping Mall „verrückt“. Später lädt er ein Mädchen zur Prom ein, auf dem Ball fühlt er sich jedoch so unbehaglich, dass er sein Date versetzt und den Rest des Abends in seinem Auto verbringt. Kurz darauf eröffnet ihm seine Mutter, dass sie mit Dave wegzieht. Er muss ihr versprechen, Lionel nichts davon zu erzählen. Jeff lebt nun allein in seinem Elternhaus. Eines Abends nach dem Schulabschluss bietet Derf ihm an, ihn heimzufahren. Dort angekommen, unterhalten sie sich über ihre Zukunftspläne. Derf möchte Jeff seine Zeichnungen von ihm schenken, doch Jeff lehnt ab. Derf fährt davon und verliert den Kontakt zu Jeff. In der Schlussszene nimmt Jeff einen Anhalter mit, der sich als Steven Hicks vorstellt. Im Abspann erfährt der Zuschauer, dass Steven Hicks nie mehr wiedergesehen wurde und Jeffrey Dahmer nach seiner Verhaftung gestand, 17 Männer getötet zu haben.

## Biografischer Hintergrund
Dahmer wurde am 21. Mai 1960 in Milwaukee, Wisconsin geboren und wuchs in Bath, Ohio auf. Kurz nach seinem Schulabschluss im Jahr 1978 beging er seinen ersten Mord an einem Anhalter. Nachdem er das College abgebrochen und wegen seines exzessiven Alkoholkonsums vorzeitig aus der Armee entlassen wurde, zog er zurück nach Milwaukee, wo er bis zu seiner Verhaftung im Juli 1991 weitere 16 Männer und Jugendliche ermordete, die überwiegend aus der Homosexuellenszene stammten. Er ging dabei fast immer nach dem gleichen Schema vor. Dahmer lockte seine Opfer zunächst unter einem Vorwand in seine Wohnung, betäubte und missbrauchte sie sexuell und erwürgte sie anschließend. Die leblosen Körper fotografierte er mit einer Sofortbildkamera in grotesken Posen, bevor er die Leichen zerstückelte. Häufig hob er den Schädel und andere Körperteile seines Opfers auf und praktizierte Nekrophilie und Kannibalismus, was ihm in den Medien den Beinamen The Milwaukee Cannibal einbrachte und ihn zu einem der bekanntesten Serienmörder des 20. Jahrhunderts werden ließ.
Nach seiner Überführung bekundete er im Gegensatz zu den meisten anderen Serienmördern Reue für seine Taten und zeigte sich kooperativ bei den polizeilichen Ermittlungen. Er räumte hierbei auch Morde ein, die ohne sein Geständnis nicht entdeckt worden wären, und betonte mehrfach, dass er die alleinige Verantwortung für seine Taten trage. Vor Gericht plädierte Dahmers Verteidiger auf Unzurechnungsfähigkeit. Psychiater diagnostizierten bei ihm mehrere psychische Störungen, ein Geschworenengericht in Milwaukee befand ihn aber dennoch für zurechnungsfähig und verurteilte ihn zur Höchststrafe von 15 aufeinanderfolgenden lebenslangen Freiheitsstrafen. In Ohio wurde Dahmer für seinen ersten Mord zu einer weiteren lebenslangen Freiheitsstrafe verurteilt. Am 28. November 1994 wurde er im Hochsicherheitsgefängnis von einem Mitinsassen erschlagen.

## Produktion

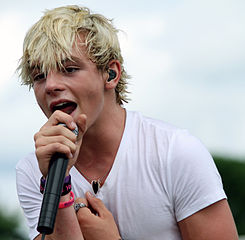
Ross Lynch übernahm im Film die Titelrolle von Jeffrey Dahmer

Der Film basiert auf einigen Kurzgeschichten, die John Backderf in einem 224 Seiten umfassenden Comic mit dem Titel My Friend Dahmer zusammenfasste, der damit seine Jugend und Bekanntschaft mit Jeffrey Dahmer aufzuarbeiten versuchte. Backderf war bis zum Jahr 1978 ein Mitschüler und Freund von Dahmer, wurde aber, nachdem sich beide aus den Augen verloren hatten, erst bei dessen Verhaftung im Jahr 1991 wieder auf diesen aufmerksam und war schockiert. Nach dessen Ermordung im Gefängnis begann Backderf für sein Buch sehr gewissenhaft die Geschichte des jungen Jeffrey Dahmer zu recherchieren, studierte Akten der Polizei und des FBI über dessen Verbrechen und interviewte andere seiner ehemaligen Mitschüler und Lehrer. In seiner schließlich 2012 veröffentlichten Graphic Novel erzählt Backderf von einem zuvor unbekannten Teil von Dahmers Leben, so von gemeinsamen Ausflügen in eine Shopping-Mall und vom freundschaftlichen Herumalbern. Im Jahr 2013 wurde My Friend Dahmer in einer deutschen Übersetzung unter dem Titel Mein Freund Dahmer veröffentlicht.
Regie führte Marc Meyers, der auch Backderfs Graphic Novel für den Film adaptierte. Das Drehbuch landete im Jahr 2014 auf der Blacklist der besten unverfilmten Ideen Hollywoods. Der US-amerikanische Sänger, Schauspieler und Tänzer Ross Lynch spielt in der Titelrolle Jeffrey Dahmer. Alex Wolff übernahm die Rolle von Derf alias John Backderf, dem Autor der Graphic Novel. Anne Heche spielt Jeffreys Mutter Joyce und Dallas Roberts seinen Vater Lionel.
Die Dreharbeiten fanden in den in Ohio gelegenen Städten Cleveland und Akron statt. Gedreht wurde unter anderem in dem Haus, in dem Dahmer aufgewachsen war und seinen ersten Mord begangen hatte. Die Filmmusik wurde von Andrew Hollander komponiert.  Der Soundtrack zum Film umfasst 10 Musikstücke und wurde am 30. März 2018 von Lakeshore Records als Download veröffentlicht.

## Veröffentlichung
Der Film feierte am 21. April 2017 im Rahmen des Tribeca Film Festivals seine Weltpremiere. Im Juni 2017 wurde der Film beim Los Angeles Film Festival vorgestellt. Die Deutschland-Premiere erfolgte am 13. September 2017 im Rahmen des Fantasy Filmfest in Hamburg und Stuttgart. Im Oktober 2017 wurde der Film beim London Film Festival gezeigt. Ebenfalls im Oktober 2017 wurde ein erster Trailer zum Film vorgestellt. FilmRise hat sich die Rechte für die Vermarktung des Films in Nordamerika gesichert. Am 3. November 2017 kam der Film in die US-Kinos. Im März 2018 erfolgte eine Vorstellung beim Dublin Film Festival. Im April 2018 wurde der Film beim Belfast Film Festival gezeigt und kam am 1. Juni 2018 in die Kinos im Vereinigten Königreich und Irland.
Anfang August 2023 erschien der Film auf Blu-ray Disc und DVD-ROM in Deutschland.

## Rezeption

### Kritiken
Der Film konnte bislang 86 Prozent der Kritiker bei Rotten Tomatoes überzeugen. Er hält eine durchschnittliche Bewertung von 7,1 von 10. Bei Metacritic erhielt der Film einen Metascore von 68 von 100 möglichen Punkten.
Anton Bitel von Sight and Sound sagt, man kenne bereits das Monster, das Jeffrey Dahmer werden wird, aber Marc Meyers konzentriere sich im Film auch auf den besseren Menschen, der aus ihm hätte werden können, und zeige die ihn vergiftenden Erfahrungen, die eine solche Entwicklung verhinderten und Auslöser für seine tragische Veränderung sind.
Owen Gleiberman von Variety meint, der Film sehe Jeffrey Dahmer wie das, was er war: ein junger Mann, der sich nur durch die scheußlichste Gewalt ausdrücken konnte.

### Auszeichnungen
Austin Fantastic Fest 2017
- Auszeichnung als Bester Film – Fantastic Features (Marc Meyers)[23]

Deauville Film Festival 2017
- Nominierung für den Grand Prix Le Palmarès (Marc Meyers)[24]

Sitges Festival Internacional de Cinema Fantàstic de Catalunya 2017
- Nominierung als Bester Film im Oficial Fantàstic Competition (Marc Meyers)
- Nominierung im Oficial Fantàstic Competition (Marc Meyers)[25]